# Grotto Camping Ground North Comfort Station
La Grotto Camping Ground North Comfort Station est un bâtiment abritant des toilettes publiques dans le comté de Washington, dans l'Utah, aux États-Unis. Situé au sein du parc national de Zion, cet édicule construit dans le style rustique du National Park Service est inscrit au Registre national des lieux historiques depuis le 14 février 1987.